# テオドア・フィリップセン
テオドア・フィリップセン（Theodor Esbern Philipsen 、1840年6月10日 - 1920年3月3日）はデンマークの画家である。印象派のスタイルの画家で家畜のいる風景画などを描いた。デンマークでの印象派の受容に貢献した。

## 略歴
コペンハーゲンの商人の家に生まれた。幼い頃から絵を好み、動物に興味を示した。 Højagergårdの伯父の農園で農業を学んだ。画家のHans Smidthと知り合い画家になる決意をして、デンマーク王立美術院で学び、フレゼリク・フェアミーアン(Frederik Vermehren)の美術学校でも学んだ。コペンハーゲンの美術館で、家畜のいる風景も描いたヨハン・トマス・ロンビューの作品から学び、17世紀のオランダの動物画や風景画を学んだ。1873年に動物画で王立美術院のノイハウゼン賞を受賞した。
1870年代の後半には若手の画家、ラウリツ・トゥクセンとともにパリを訪れ、レオン・ボナのスタジオで学んだ。ベルギーの画家、 レミー・コッヘ (Rémy Cogghe:1854-1935)と親しくなり、1892年にスペイン、翌年ローマを旅し、当時のフランスの美術の動向を知ることになった。1884年末から1885年の冬に、コペンハーゲンを訪れていた有名になる前のポール・ゴーギャンと友人になり、ゴーギャンのスタイルからも影響を受けた。
1890年にエカスベア賞を受賞した。1905年頃から目の病気で画家としての活動が妨げられるようになった。1915年にトルバルセン賞を受賞した。

## 作品

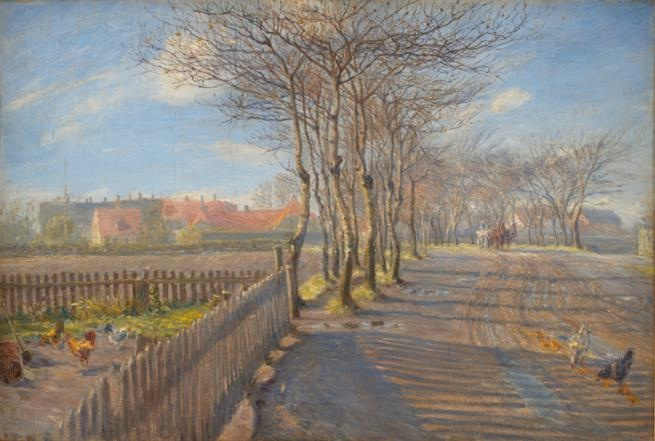
カストルプ近くの道 (1891)
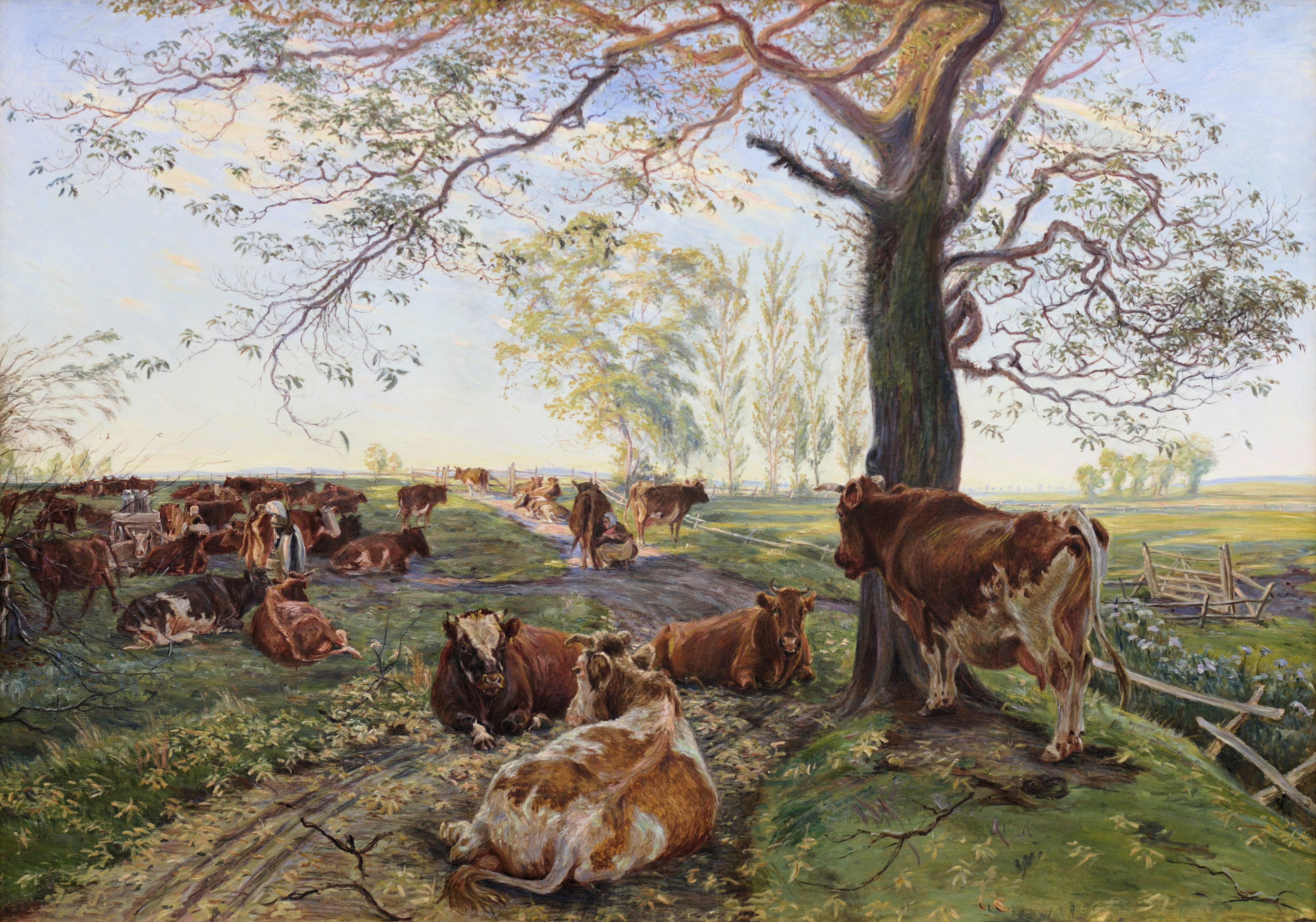
Dyrehavegårdの採乳場 (1901)
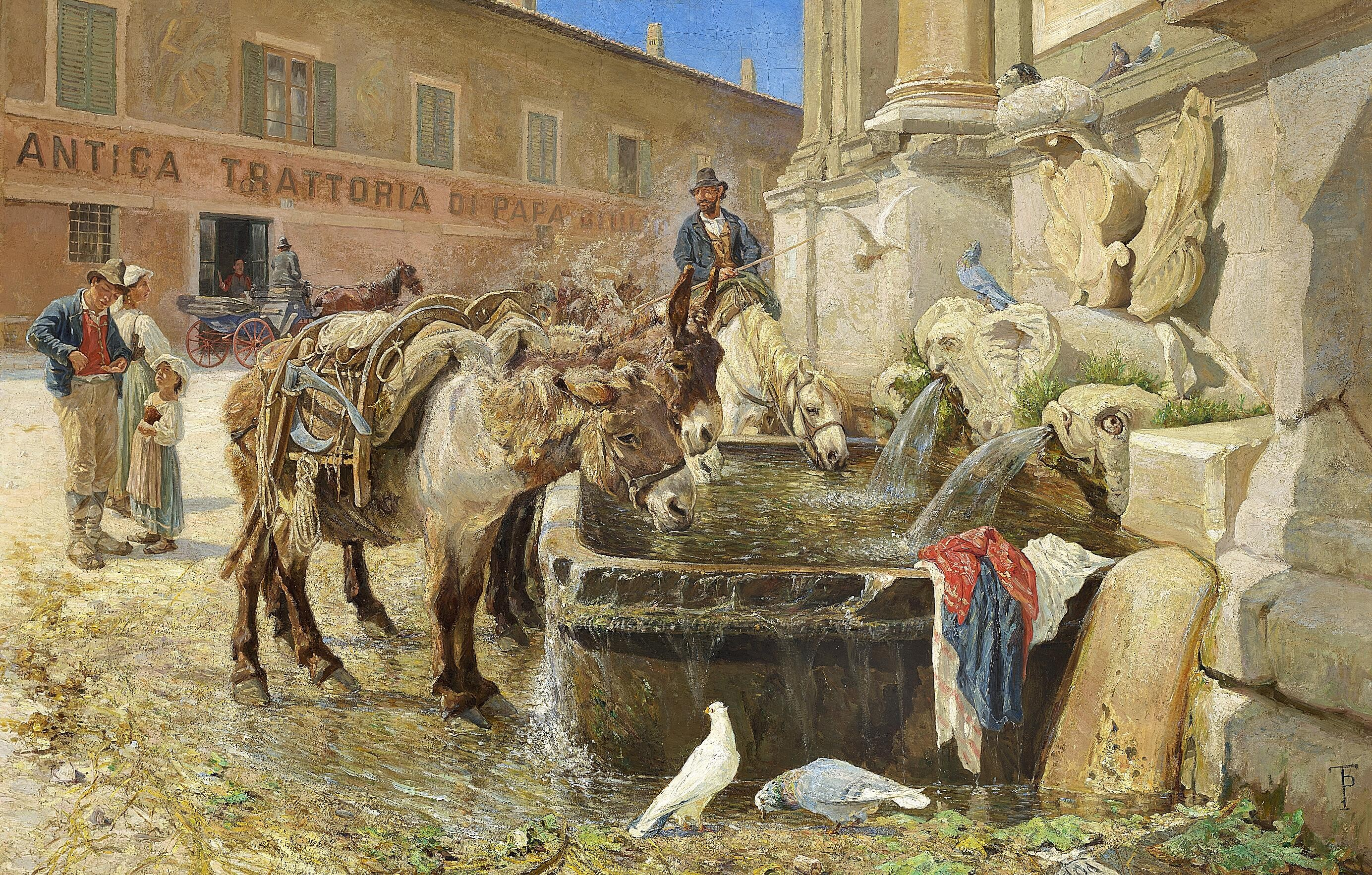
ローマ郊外の水飲み場(1883/1886)
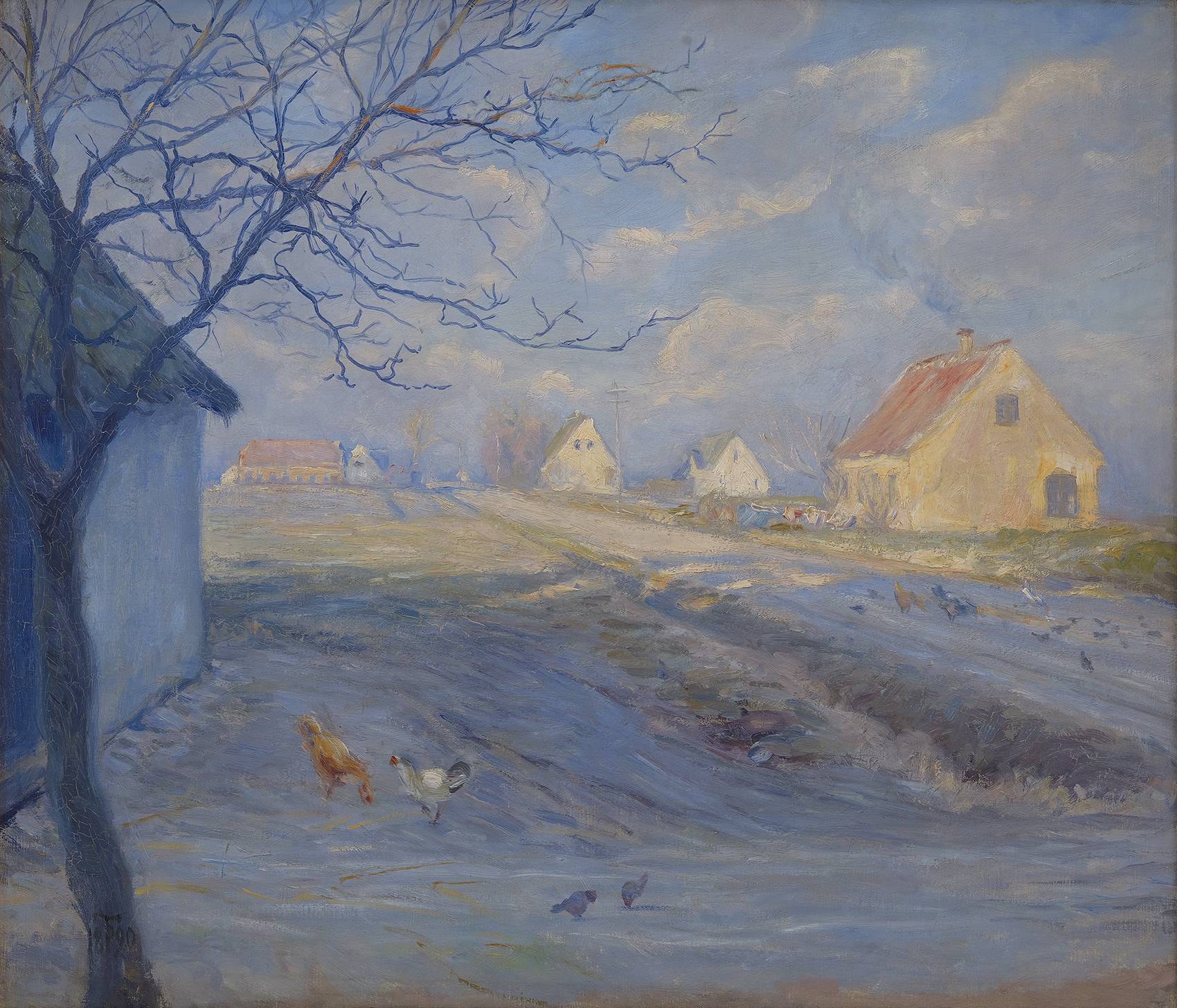
アマー島
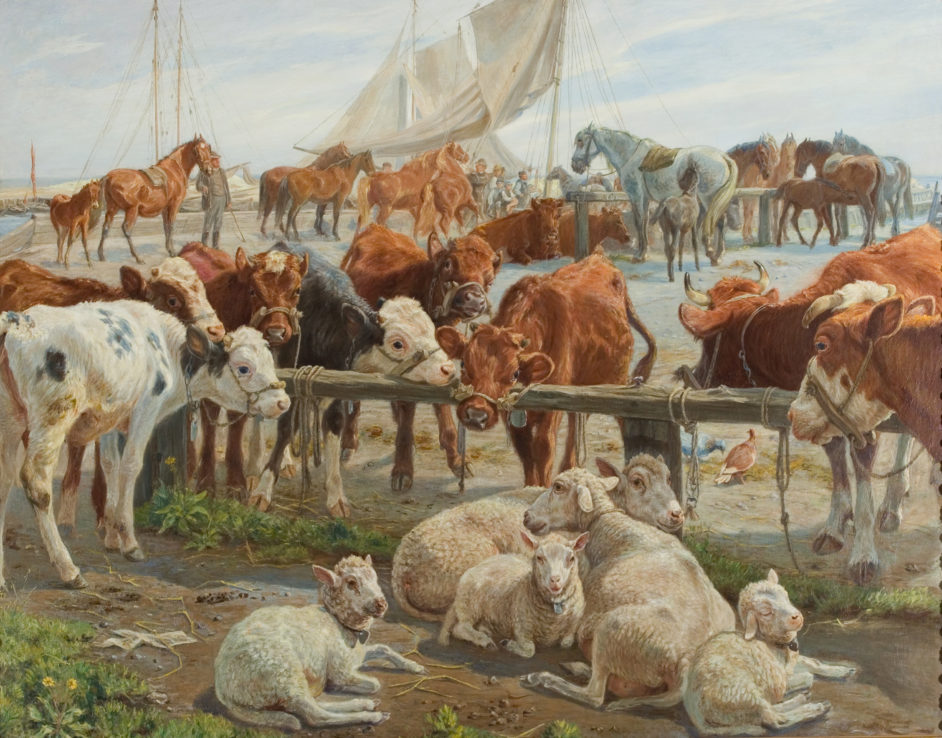
(1897)
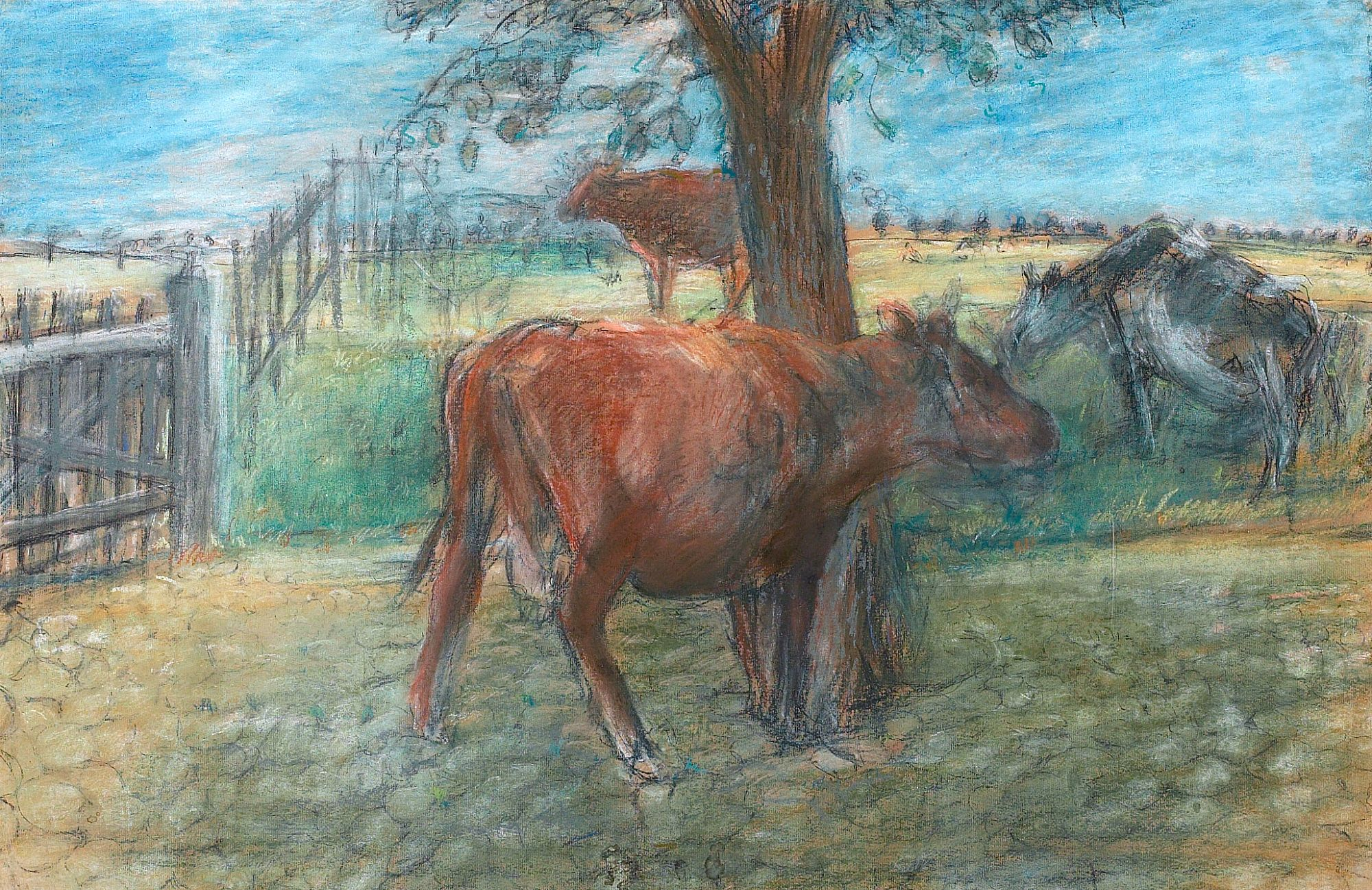